# Tite (Guinée-Bissau)
Pour les articles homonymes, voir Tite.
Tite est une petite ville du sud-ouest de la république de Guinée-Bissau avec 938 habitants en 2009. C'est le siège du secteur du même nom, d'une superficie de près de 700 km². et 14 862 habitants en 2009, principalement Biafada avec des minorités importantes de Mandinka et quelques Balanta, Fulbe.

## Histoire
En 1963, la guérilla du PAIGC lance une lutte armée avec une attaque contre la caserne des forces armées portugaises à Tite. Cela a également déclenché la guerre coloniale portugaise en Guinée-Bissau, où elle a duré jusqu'en 1974 et a été particulièrement intense.[réf. nécessaire]

## contour
Le secteur de Tite est composé de 63 localités. Les plus importants incluent :
- Bissassema de Cima (1521 habitants en deux hameaux)
- Bissilão Flaque Minde (726 habitants)
- Brandão (642 habitants)
- Enxude (568 habitants)
- Foia (788 habitants)
- Iusse (663 habitants)
- Nam Balanta (pop. 540)
- Porto Djabada (1277 habitants dans deux quartiers)
- Tite (938 habitants)
- l'île d'Ilheu de Mancebo (91 habitants)

## Tourisme
Tite n'offre pas de curiosités particulières, mis à part la nature environnante en général.